# Безверхній Вілен Миколайович
Вілен Миколайович Безверхній (15 грудня 1931, село Муровані Курилівці, тепер селище Вінницької області — 16 квітня 2016, місто Полтава) — український радянський діяч, голова Полтавського міськвиконкому.

## Життєпис
У 1956 році закінчив Московський технологічний інститут м'ясної та молочної промисловості.
У 1956—1962 роках — інженер-конструктор, начальник відділу технічного контролю, головний інженер Полтавського заводу м'ясного обладнання. Член КПРС.
У 1962—1963 роках — 2-й секретар, у 1963—1964 роках — 1-й секретар Київського районного комітету КПУ міста Полтави.
У 1964—1972 роках — завідувач промислово-транспортного відділу Полтавського обласного комітету КПУ.
У 1972 — липні 1978 року — голова виконавчого комітету Полтавської міської ради депутатів трудящих.
У 1978—1990 роках — голова Полтавської обласної планової комісії. У 1990—1996 роках — начальник головного планово-економічного управління Полтавської обласної ради народних депутатів.
Одночасно в 1981—1996 роках — заступник голови виконавчого комітету Полтавської обласної ради народних депутатів.
Потім — на пенсії. Помер 16 квітня 2016 року в місті Полтаві.

## Родина
Дружина Наталія, син Олег, дві онуки, правнук та правнучка.

## Нагороди
- орден Трудового Червоного Прапора (1973)
- орден «Знак Пошани» (1969)
- медалі